# C Hrvatska košarkaška liga 2008./09.
C liga (odnosno C-1 liga) predstavlja četvrti rang hrvatskog prvenstva u košarci u sezoni 2008./09.

## C-1 Centar
| mj  | klub                  | ut | pob | por | koš+ | koš- | bod     |
| --- | --------------------- | -- | --- | --- | ---- | ---- | ------- |
| 1.  | Savia Sisak           | 18 | 17  | 1   | 1492 | 1044 | 35      |
| 2.  | Novska                | 18 | 17  | 1   | 1512 | 1166 | 35      |
| 3.  | Zapruđe Zagreb        | 18 | 11  | 7   | 1400 | 1271 | 29      |
| 4.  | Bosco II Zagreb       | 18 | 11  | 7   | 1379 | 1156 | 28 (-1) |
| 5.  | Auto Lim Lak Karlovac | 18 | 9   | 9   | 1244 | 1236 | 27      |
| 6.  | Samobor II            | 18 | 6   | 12  | 1192 | 1505 | 24      |
| 7.  | Šanac II Karlovac     | 18 | 6   | 12  | 1076 | 1391 | 23 (-1) |
| 8.  | Ogulin                | 18 | 5   | 13  | 1279 | 1406 | 23      |
| 9.  | Krapina               | 18 | 4   | 14  | 1199 | 1289 | 22      |
| 10. | Ksaver Krapina        | 18 | 4   | 14  | 1173 | 1402 | 22      |

## Poveznice
- A-1 liga 2008./09.
- A-2 liga 2008./09.
- B-1 liga 2008./09.
- Kup Krešimira Ćosića 2008./09.